# Касьян, Иван Яковлевич
Иван Яковлевич Касьян (1920—1954) — красноармеец Рабоче-крестьянской Красной Армии, участник Великой Отечественной войны, Герой Советского Союза (1944).

## Биография
Родился 12 сентября 1920 года в селе Ульяновка (ныне — посёлок в Белопольском районе Сумской области Украины). Получил начальное образование, после чего работал в колхозе. В начале Великой Отечественной войны оказался в оккупации. В сентябре 1943 года, после освобождения Ульяновки, был призван на службу в Рабоче-крестьянскую Красную Армию. С сентября 1943 года — на фронтах Великой Отечественной войны, был стрелком 465-го стрелкового полка 167-й стрелковой дивизии 38-й армии 1-го Украинского фронта. Отличился во время освобождения Киева.
3 ноября 1943 года во время боя за Пущу-Водицу лично уничтожил несколько вражеских огневых точек.
Указом Президиума Верховного Совета СССР «О присвоении звания Героя Советского Союза генералам, офицерскому, сержантскому и рядовому составу Красной Армии» от 10 января 1944 года за «образцовое выполнение боевых заданий командования на фронте борьбы с немецко-фашистскими захватчиками и проявленные при этом отвагу и геройство» был удостоен высокого звания Героя Советского Союза. Орден Ленина и медаль «Золотая Звезда» ему не были вручены. Лишь в 1967 году его родственникам была передана Грамота о присвоении ему званию Героя Советского Союза.
После окончания войны был демобилизован. Вернувшись в Ульяновку, работал в колхозе. Скоропостижно скончался 22 сентября 1954 года. Похоронен на сельском кладбище в Ульяновке. 
Был также награждён рядом медалей.

## Память
- В его честь названа улица в Ульяновке[1].
- Его могила на сельском кладбище в Ульяновке является объектом культурного наследия Украины.